# خوسيه أنطونيو أوكامبو
خوسيه أنطونيو أوكامبو هو عالم اجتماع واقتصادي وسياسي كولومبي، ولد في 20 ديسمبر 1952 في مدينة كالي في كولومبيا. نشط حزبياً في الحزب الليبرالي الكولومبي. وقد انتخب Minister of Agriculture and Rural Development of Colombia ‏ (20 مارس 1993 – 7 أغسطس 1994) وانتخب وزير المالية (يوليو 1996 – ديسمبر 1997).